# Where We Are
Where We Are è il nono album in studio del gruppo musicale pop irlandese Westlife, pubblicato nel 2009.

## Tracce
1. What About Now (Daughtry cover) – 4:11
2. How to Break a Heart – 4:04
3. Leaving – 3:57
4. Shadows – 4:01
5. Talk Me Down – 4:01
6. Where We Are – 3:57
7. The Difference – 3:30
8. As Love is My Witness – 4:07
9. Another World – 3:16
10. No More Heroes – 3:58
11. Sound of a Broken Heart – 3:51
12. Reach Out – 3:56
13. I'll See You Again – 5:17

## Classifiche
| Classifica  | Posizione raggiunta |
| ----------- | ------------------- |
| Regno Unito | 2                   |